# 利倉大輔
利倉 大輔（としくら だいすけ、1982年5月8日 - ）は、京都府出身の俳優。レジェンド・タレント・エージェンシーなどに所属していた。本名同じ。特技はサッカー、釣り、乗馬。

## 出演作品

### 映画
- 卍舞2 妖艶三女濡れ絵巻（1995年） - 平太[3]
- 安藤組外伝 群狼の系譜（1998年）
- パイルドライバー（2007年）
- えんこえれじー 浅草哀歌（2008年）

### テレビドラマ
- イエローカード（1993年） - 福田一茂
- STATION（1995年）
- うしろの百太郎（1997年）
- 火曜サスペンス劇場 警視庁鑑識班 第5作「白い小鳥に込めた母への愛 誕生日に殺された少年の心の叫び」（1998年） - 江島祐一

### オリジナルビデオ
- キスがいっぱい（1993年）
- 学校怪談 呪われた記憶（1998年）
- 未亡人の性 熟女の渇き（2005年）
- 淫らに溺れる人妻 年下のオトコと…（2005年）
- 友達の母（2005年）
- 若妻家庭教師 ふたりだけの秘密（2008年）
- 禁断の果実 義息子との夜（2009年）
- 未亡人SP 夜泣きする身体（2012年）

### 舞台
- Un deux trois  アン・ドゥ・トロワ（2005年）

### CM
- キヤノン
- 富士フイルム